# Han Ji-eun
귀 (영화)
 (octobre 2022).
La mise en forme du texte ne suit pas les recommandations de Wikipédia : il faut le « wikifier ».
Les points d'amélioration suivants sont les cas les plus fréquents. Le détail des points à revoir est peut-être précisé sur la page de discussion.
- Les titres sont pré-formatés par le logiciel. Ils ne sont ni en capitales, ni en gras.
- Le texte ne doit pas être écrit en capitales (les noms de famille non plus), ni en gras, ni en italique, ni en « petit »…
- Le gras n'est utilisé que pour surligner le titre de l'article dans l'introduction, une seule fois.
- L'italique est rarement utilisé : mots en langue étrangère, titres d'œuvres, noms de bateaux, etc.
- Les citations ne sont pas en italique mais en corps de texte normal. Elles sont entourées par des guillemets français : « et ».
- Les listes à puces sont à éviter, des paragraphes rédigés étant largement préférés. Les tableaux sont à réserver à la présentation de données structurées (résultats, etc.).
- Les appels de note de bas de page (petits chiffres en exposant, introduits par l'outil «  Source ») sont à placer entre la fin de phrase et le point final[comme ça].
- Les liens internes (vers d'autres articles de Wikipédia) sont à choisir avec parcimonie. Créez des liens vers des articles approfondissant le sujet. Les termes génériques sans rapport avec le sujet sont à éviter, ainsi que les répétitions de liens vers un même terme.
- Les liens externes sont à placer uniquement dans une section « Liens externes », à la fin de l'article. Ces liens sont à choisir avec parcimonie suivant les règles définies. Si un lien sert de source à l'article, son insertion dans le texte est à faire par les notes de bas de page.
- La présentation des références doit suivre les conventions bibliographiques. Il est recommandé d'utiliser les modèles {{Ouvrage}}, {{Chapitre}}, {{Article}}, {{Lien web}} et/ou {{Bibliographie}}. Le mode d'édition visuel peut mettre en forme automatiquement les références.
- Insérer une infobox (cadre d'informations à droite) n'est pas obligatoire pour parachever la mise en page.

Pour une aide détaillée, merci de consulter Aide:Wikification.
Si vous pensez que ces points ont été résolus, vous pouvez retirer ce bandeau et améliorer la mise en forme d'un autre article.
Han Ji-eun ( coréen : 한지은 ; née le 3 juin 1987) est une actrice sud-coréenne. Elle fait ses débuts d'actrice en 2010 dans le film Ghost . Elle est connue pour son travail au cinéma et à la télévision, notamment Real (2017), Rampant (2018), 100 Days My Prince (2018), Be Melodramatic (2019) et Lovestruck in the City (2020).

## Biographie

### Enfance
Han Ji-eun est née le 3 juin 1987, elle est diplômée de l'Université des femmes de Dongduk, Département de la radiodiffusion et du divertissement.

### Carrière
Han a fait ses débuts d'actrice avec le film Ghost ((ko)) en 2010, aux côtés de Han Ye-ri.
En 2016, elle a dirigé le casting du drame beauté Introduction to Beauty, une websérie diffusée sur Naver TV.
En 2018, Han est apparu dans des rôles de soutien dans les films Rampant et Door Lock , et les drames Twelve Nights et 100 Days My Prince,.
En 2019, elle décroche son premier rôle principal dans le drame JTBC Be Melodramatic, dans lequel elle incarne une mère célibataire au début de la trentaine. La même année, elle collabore avec la radio DJ Jung Sung-gyu pour le Sunday Music Drama diffusé sur "Good Morning FM".
Han a dépeint Lee Tae-ri dans Kkondae Intern, un drame MBC diffusé de mai à juin 2020. En novembre, elle fait sa première apparition dans l'émission de variétés Running Man. Elle est également apparue dans la comédie romantique de KakaoTV Lovestruck in the City en tant que Oh Sun-young face à Ryu Kyung-soo.
Le 14 juin 2021, il a été annoncé que Han avait signé avec Secret ENT.
En 2021, elle a fait une apparition dans la série Web The Witch's Diner et a joué dans le drame mystérieux Bad and Crazy en tant que Hee-gyeom, un détective de l'équipe d'enquête sur la criminalité liée à la drogue aux côtés de Lee Dong-wook.

## Filmographie

### Films
- 2010 : Ghost (ko) : Eun-ji[3]
- 2014 : Miss Granny : Mi-ae[6]
- 2014 : The Royal Tailor : Chwui-hyang-ru courtisane
- 2014 : The Con Artists (en) :  Journaliste
- 2015 : Coin Locker : Femme du entre de remise en forme #2
- 2015 : Love Guide for Dumpees (en) : Modèle pictural #1
- 2017 : Fabricated City : Un organisateur de soirée
- 2017 : The Tooth and the Nail (en) : Cheonhui Hong Se-hee[13]
- 2017 : Real : Han Ye-won[14]
- 2018 : Rampant : Royal Noble Consort Gyeong[15]
- 2018 : Door Lock : Kang Seung Hye[16]
- 2019 : Scent of Ghost : Seon-mi[17]
- Mora-dong : Min Woo-jung[18]

### Séries télévisées
- 2012 : Lights and Shadows (en) : Membre de l'émission Light Country
- 2014 : Two Mothers (en)
- 2014 : You Are My Destiny (en)
- 2015 : City of the Sun (en)
- 2015 : Unkind Ladies
- 2016 : Five Enough (en) : Actrice
- 2016 : Entourage (en) : Le rendez-vous à l'aveugle de Cha Joon
- 2017-2018 : Love Returns (en)
- 2018 : Children of a Lesser God (en)
- 2018 : The Miracle We Met (en)
- 2018 : 100 Days My Prince : Ae Weol[5]
- 2018 : Twelve Nights (en) : Parc Sun-joo[19]
- 2018 : Psychopath Diary (en) : Femme[20]
- 2019 : Be Melodramatic (en) : Hwang Han-joo[3]
- 2020-2021 : Kkondae Intern (en) : Lee Tae-ri / Dirigeant d'une maison d'édition[21],[22]
- 2021–2022 : Bad and Crazy : Lee Hui-gyeom[23]
- 2022 : KBS Drama Special (en) – Meet in a Strange Season : Oh Hee-joo[24]
- 2023 : Ask the Stars (en) : Choi Goeun[25]

### Web-série
- 2016 : Introduction to Beauty :  Lee Bong-ju[4]
- 2020 : Lovestruck in the City (en) : Oh Seon Yeong[10]
- 2021 : The Witch's Diner (en) : Écrivain[26]
- 2022 : Stock Struck : Yu Mi-seo[27]

### Apparitions de clips
- 2015 : It's Okay de BtoB (bande)

## Récompenses et nominations

### Nominations
- Prix du théâtre MBC 2020 : Prix d'excellence, actrice dans une mini-série du mercredi au jeudi pour Stagiaire Kkondae